# Secretos y Revelaciones
Secretos y revelaciones es el octavo disco en estudio de la banda de heavy metal española Saratoga, publicado el 5 de octubre de 2009. El disco se compone de doce temas de los cuales tres ya aparecían en el maxisingle No sufriré jamás por ti (El planeta se apaga, No sufriré jamás por ti y Deja vu). En este disco, al igual que en el anterior, también hay incorporaciones de piano en muchos de sus temas. Considerado, junto a Agotarás (2002), Tierra de lobos (2005) y El clan de la lucha (2004) el mejor disco de la banda.

## Lista de canciones
| N.º | Título                              | Letras                    | Música               | Duración |  |
| 1.  | «Prelude/Después de la Tormenta»    | Tete Novoa, Tony Hernando | Hernando             | 5:48     |  |
| 2.  | «El Planeta Se Apaga»               | Novoa, Andy C.            | Andy C.              | 3:12     |  |
| 3.  | «Mucho por Vivir»                   | Novoa, Niko Del Hierro    | Del Hierro, Hernando | 4:22     |  |
| 4.  | «Déjà vu»                           | Novoa                     | Hernando             | 4:49     |  |
| 5.  | «Cuando tus sueños te hagan llorar» | Novoa, Andy C.            | Andy C.              | 4:20     |  |
| 6.  | «Almas sin descanso»                | Hernando, Novoa           | Hernando             | 5:06     |  |
| 7.  | «Luna Llena»                        | Novoa                     | Andy C.              | 4:55     |  |
| 8.  | «Ojos de ira»                       | Del Hierro                | Del Hierro           | 3:54     |  |
| 9.  | «Mar de Luz»                        | Del Hierro                | Del Hierro           | 4:46     |  |
| 10. | «No sufriré jamás por ti»           | Del Hierro                | Del Hierro           | 3:46     |  |
| 11. | «Buscando una salvación»            | Hernando, Novoa           | Hernando             | 5:57     |  |
| 12. | «Lágrimas de un Ángel»              | Hernando                  | Hernando             | 8:11     |  |

## Créditos
Tomados de los créditos del álbum.

### Saratoga
- Tete Novoa - Voz
- Tony Hernando - Guitarras
- Niko del Hierro - Bajo y voces
- Andy C. - Batería y teclados

### Producción y diseño
- Niko Del Hierro & Tony Hernando – producción
- Roland Grapow – Mezcla y masterización
- David Martínez– Ingeniero de sonido
- Felipe Machado Franco – Diseño
- Manuel Gómez Caballero – Maquetación
- Txema Solana – Fotos de grupo